# Пит Намлук
Пит Намлук (25 ноября 1960, Франкфурт-на-Майне — 8 ноября 2012; настоящее имя Петер Кульман, нем. Peter Kuhlmann [ˈpeːtɐ ˈkuːlmaːn]) — исполнитель музыки в жанре эмбиент, транс и техно, а также композитор и продюсер. В 1992 году основал записывающий лейбл FAX +49-69/450464. Вдохновлен на создание музыки творчеством Эберхарда Вебера, Майлса Дэвиса, Тома Жобима, Фредерика Шопена, Уэнди Карлоса, групп Tangerine Dream и Pink Floyd. Псевдоним Namlook — искаженное прочтение его фамилии Kuhlmann наоборот.

## Творчество
На данный момент Намлук и его окружение выпустили более 150 альбомов (исключая переиздания, синглы выходившие на винилах, сборники и альбомы которые выпущены лейблом FAX +49-69/450464 без участия в записи самого Намлука).
Пит Намлук записал большое количество как сольных альбомов, так и альбомов в сотрудничестве с такими музыкантами как Клаус Шульце, Билл Лассвелл, Геир Йенссен, Уве Шмидт, Ричи Хотин, Tetsu Inoue, Dr Atmo, Tying Tiffany, der Spyra и другие.
Изначально, музыка на лейбле FAX +49-69/450464 была преимущественно трансового направления, с небольшим добавление эмбиент треков. Позже эмбиент треки были отобраны для первого сборника - Ambient Compilation 2, который был издан в 1993 году.
Единственный альбом, который сильно выделялся из трансового направления это альбом Silence, записанный вместе с композитором Амиром Абади (под псевдонимом Dr. Atmo). С этого альбома начался цикл Silence состоящий из пяти альбомов, который считается одним из лучших произведений Намлука.
Переход от транса к эмбиенту и экспериментальной электронной музыке можно отметить в 1994 году, когда начали появляться такие проекты, как: Air, Escape, Namlook и другие.

## Выпуск продукции
Практически все издания лейбла имеют каталоговые номера.
Каталоговые номера начинающиеся с PK (Peter Kuhlmann) это сольные и совместные работы Пита Намлука с другими артистами из Германии. Например проекты Escape, Silence или Move D & Namlook. Большинство компиляций, так же выпущены с этим индексом.
Каталоговые номера начинающиеся PS (Peter's Sublabel) предназначен для издания работ других исполнителей без вмешательства и влияния Пита Намлука. Например, Sad World, The Whole Traffic или Spyra.
Каталоговые номера начинающиеся PW (Peter's Worldlabel) говорят о том, что это совместные работы с исполнителями живущими и работающими не в Германии (Япония, США, Россия и т.д.). При этом , как говорит официальный сайт лейбла, не стоит путать "World" (PW) с дочерним лейблом "Ambient World". Примеры работ - это Dreamfish, работы с Biosphere или Биллом Ласвелом.
Основной лейбл также имеет несколько специальных индексов в каталоговых номерах:
SEA - каталоговый номер который был дан очень лимитированной серии Season's Greetings; 
YT - каталоговый номер ещё одного дочернего лейбла Yesterday & Tomorrow, на котором издавались альбомы в стиле классического эмбиента. Также в рамках изданий этого лейбла Пит Намлук использовал своё настоящее имя - Питер Кульман. 
PKPWPS - каталоговый номер , используемых для различных сборников, в которые были собраны треки из различных изданий лейбла; 
PI - каталоговый номер, используемый для цифровых изданий на iTunes; 
MP3 - каталоговый номер, используемый для сборников mp3 включающих цельное издание определенной серии; 
preFAX - каталоговый номер, использовавшийся для единственного сборника, для публикации музыкального материала, записанного до основания основного лейбла; 
RI - ещё один дочерний лейбл. На данном лейбле издается музыка в основном проектов Уве Шмидта, а также проектов в основном не имеющих направленности на эмбиент; 
Все издания Fax +49-69/450464 строго лимитированы, ограничение определяется проектом. Большинство изданий выпускается по 300, 500, 1000, 2000 или 3000 копии. На некоторые издания были даны лицензии на неограниченный выпуск другим лейблам (Music Man Records, R & S Records and Rising High Records и так далее).

## Проекты
Все альбомы Намлука изданы на его лейбле FAX +49-69/450464. Номер в названии альбома указывает на порядок выхода альбома в серии, для одиночных альбомов такой номер не указывался.

### Сольные проекты
- 4Voice (3 альбома; 4Voice I записан при участии Maik Maurice как аранжировщика двух композиций; 4Voice III — с Marc Romboy при записи одного трека)
- Air (5 альбомов)
- Atom
- Electronic Music Center
- Music for Ballet
- Namlook (21 альбом)
- Season’s Greetings (4 альбома; 1 сборник названый The Four Seasons)
- Silence (3 альбома из 5 ; первые два были записаны в соавторстве с Dr. Atmo)
- Syn (2 альбома)
- Music for Babies

### Проекты с другими музыкантами
Намлук и Dr. Atmo
- Escape
- Silence (2 альбома из 5; последующие три Намлук записал сольно)

Намлук и Уве Шмидт
- Jet Chamber (5 альбомов)

Намлук и Karl Berger
- Polytime

Намлук и Dandy Jack
- Amp (2 альбома)
- Silent Music

Намлук и DJ Brainwave
- Limelight

Намлук и DJ Criss
- Deltraxx
- Sequential (одна композиция записана с Tetsu Inoue без участия DJ Criss)

Намлук и DJ Dag
- Adlernebel

Намлук и Pascal F.E.O.S.
- Hearts of Space
- Minimalistic Source

Намлук и Gaudi
- Re: sonate

Намлук и Rob Gordon
- Ozoona

Намлук и Robert Görl
- Elektro (2 альбома)

Намлук и Ричи Хотин
- From Within (3 альбома)

Намлук и Hubertus Held
- Pete Namlook/Hubertus Held

Намлук и Higher Intelligence Agency
- S.H.A.D.O (2 альбома)

Намлук и Tetsu Inoue
- 62 Eulengasse
- 2350 Broadway (4 альбома)
- Sequential (только один трек)
- Shades of Orion (3 альбома)
- Time²

Намлук и Геир Йенссен
- The Fires of Ork (2 альбома)

Намлук и Bill Laswell
- The Dark Side of the Moog (4 альбома из 11, которые записаны также с участием Клауса Шульце; остальные 7 записаны только Намлуком и Шульце)
- Outland (5 альбомов)
- Psychonavigation (5 альбомов)

Намлук и Mixmaster Morris
- Dreamfish (2 альбома)

Намлук и David Moufang
- Koolfang (3 альбома)
- Move D / Namlook (12 альбомов)

Намлук и Новые композиторы
- Planetarium (2 альбома)
- Russian Spring

Намлук и Burhan Öçal
- Sultan (3 альбома)

Намлук и Jochem Paap
- pp-nmlk

Намлук и Peter Prochir
- Miles Apart
- Possible Gardens

Намлук и Ludwig Rehberg
- The Putney (2 альбома)

Намлук и Robert Sattler
- Kooler

Намлук и Klaus Schulze
- The Dark Side of the Moog (11 альбомов)

Намлук и Jonah Sharp
- Alien Community (2 альбома)
- Wechselspannung (2 альбома)

Намлук и Wolfram Spyra
- Virtual Vices (5 альбомов)

Намлук и Steve Stoll
- Hemisphere

Намлук и Charles Uzzell-Edwards
- A New Consciousness (2 альбома)
- Create (2 альбома)

Намлук и Lorenzo Montanà
Labirynth (5 альбомов)

### Yesterday & Tomorrow
На этом недолго просуществовавшем сублейбле FAX +49-69/450464 была выпущена более классическая эмбиент музыка. На релизах данного сублейбла Питер Кульман использовал своё реальное имя, а не псевдоним.
Альбомы выпущенные сублейблом
- Passion, с Jürgen Rehberg
- Wandering Soul, с Gerhardt
- The Sunken Road, с Jürgen Rehberg и Lucia Mense

## Дальнейшая судьба лейбла
После смерти Пита Намлука, его лэйбл Fax +49-69/450464 перестал существовать, но его дело по выпуску музыки, решили продолжить люди, основавшие лейбл Carpe Sonum Records, который был организован из североамериканского дистрибьютора FAX.
Этот лэйбл первым делом выпустил трибьют, посвященный памяти композитора. На 8-CD издании Die Welt ist Klang: A Tribute to Pete Namlook собрались артисты, которые хотели отдать почесть Намлуку.  Архивная копия от 3 мая 2015 на Wayback Machine
После этого на лэйбл начали возвращаться музыканты, которые работали с Намлуком в поздний период существования лейбла FAX +49-69/450464. Здесь уже есть новые альбомы таких музыкантов как: Thomas P. Heckmann, Gate Zero, Krystian Shek и Lorenzo Montanà.